# Mezőség
A Mezőség (románul Câmpia Transilvaniei) folyókkal határolt erdő nélküli dombvidék Romániában, Erdélyben, az Erdélyi-medencében, Kolozs, Maros és Beszterce-Naszód megyék egymással érintkező vidékein. Lakossága ma vegyesen magyar és román, a korábban az északkeleti részen (Nösnerland) lakó szászok 1945–1992 között jórészt kivándoroltak. Kulturális tájegység: hagyományos magyar kultúrája többek közt néptáncairól híres.

## Elnevezése
Neve nem régi eredetű, erre utal, hogy a helybéliek még ma is ritkán használják. Kós Károly szerint először 1447-ben fordult elő Mezőszilvás falu nevében. Általános elterjedése csak a 19. századra tehető.

## Földrajz
Határai északon a Nagy-Szamos, északkeleten a Sajó, keleten és délen a Maros, délnyugaton az Aranyos, nyugaton a Kis-Szamos. Szomszédai északon Máramaros, nyugaton a Szilágyság, Kalotaszeg, délnyugaton Mócvidék és Aranyosszék, délen a Küküllő-menti dombság, keleten Marosszék, északkeleten Beszterce régió.
Lankás domboldalak és széles hegyhátak jellemzőek rá, sok szakadékos, meredek lejtővel. Valamikor teljesen erdőkkel borított terület volt, de az erdők jelentős részét kiirtották és szántóként, vagy legelőként használják. Innen a gyakori Mező előtag a tájegység településeinek nevében.
A honfoglaló magyarok által legkorábban elfoglalt erdélyi területek közé tartozott. A 11. században a Szamos, a Sebes-Körös és a Maros völgyeihez hasonlóan összefüggő magyarlakta terület volt, ekkor még a gyakori kun és besenyő betörések elleni gyepű része.
Wass Albert és Sütő András regényeinek és elbeszéléseinek jelentős része a Mezőségen játszódik.

## Néprajz

### Mezőségi népzene és néptánc

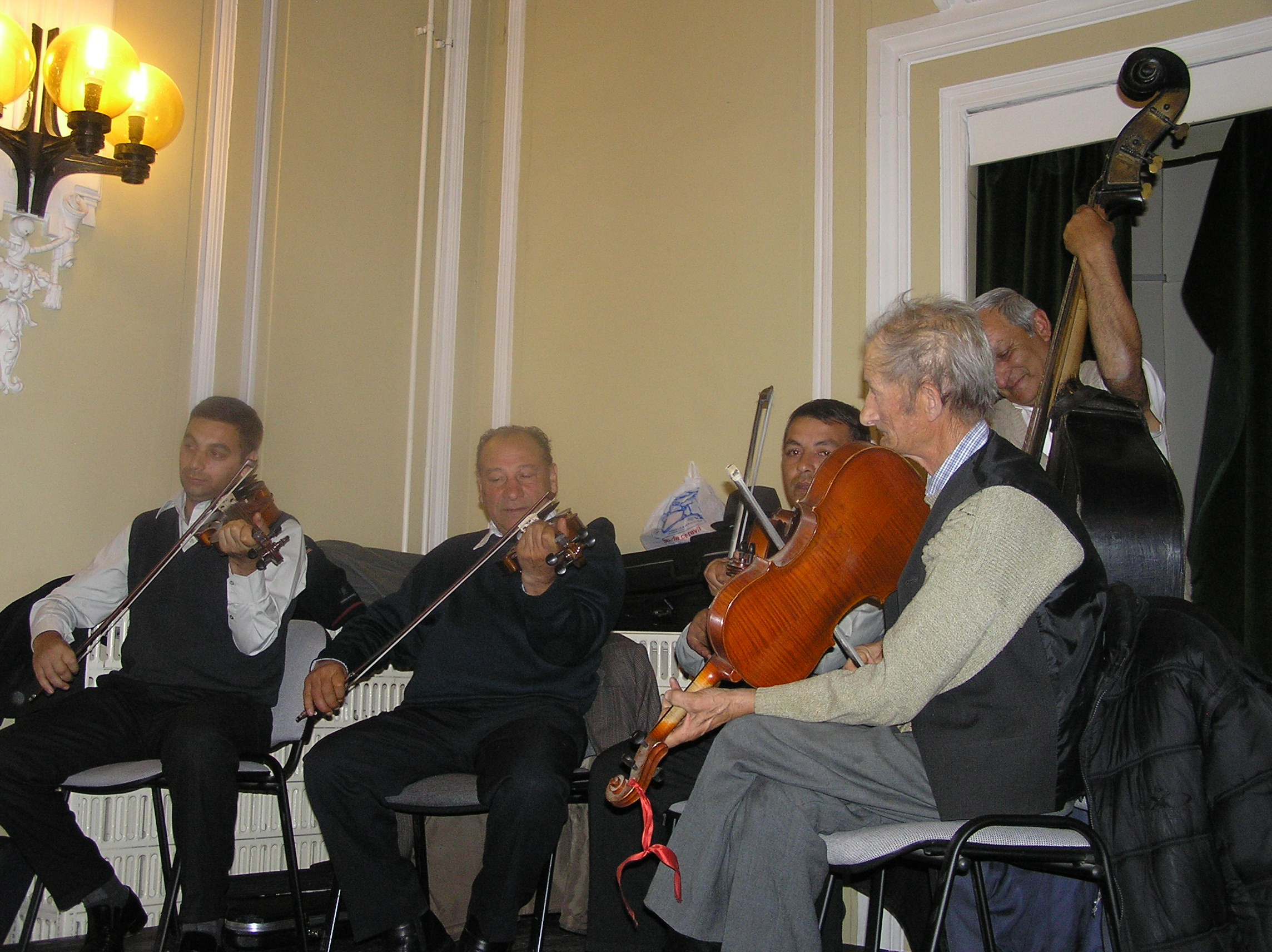
Magyarpalatkai Banda

A mintegy 300 magyar, román és szász települést magába foglaló Mezőség régies, de gazdag és fejlett tánc- és zenekultúrája több tényező együtthatásának köszönhető. Ez a közép-erdélyi tájegység őrzött meg a legtöbbet az erdélyi reneszánsz és barokk örökségéből, s ezt fejlesztve alakította ki a sajátos újabb erdélyi tánc- és zenestílust. A későbbi magyarországi új stílus és más idegen, polgári hatások ide csak későn jutottak el. A magyar, román, cigány és szász kultúra összefonódása, kölcsönhatása itt fokozta a legmagasabbra az erdélyi tánc- és zenekincs gazdagságát. A táncok és a táncdalok állandó cseréje következtében a Mezőségen teljesen összemosódnak a magyar és román jellegzetességek határai, s valódi zenei és táncbéli kétnyelvűség érvényesül. A képet tovább színezik a hajdan eltérő jogállású jobbágyi, kisnemesi, mezővárosi közösségek árnyalatnyi különbségei is.
Belső-Mezőség egyik legjelentősebb zenészközpontja Magyarpalatka. Az itt élő cigányzenész dinasztiák nemcsak saját falujuk, hanem sok környező település zenei igényeit is kielégítették. Ebben a faluban élnek a táncházmozgalom egyik legismertebb, a mai napig is aktív vonószenekarának, a Magyarpalatkai bandának a tagjai.
A többségében románok lakta Füzes patak menti Erdőszombattelke a magyar többségű Szépkenyerűszentmárton községhez tartozik. Az erdőszombattelki Balog zenekar (románul formația de Balog) a Füzes menti falvak népzenéjét muzsikálja.
Fontos megemlíteni továbbá az ördöngösfüzesi, bonchidai, széki, magyarszováti népzenét.

### Mezőségi népviselet, hímzés
A mezőségi viselet viszonylag egységes, és csak a jellegzetes széki viselet tér el ettől.
Az 1930-as években szinte még minden ruhadarabot helyben készítettek, a máshol már rohamosan terjedő európai divat alig hatott a falusi társadalomra.
A román és a magyar viselet csak kismértékben különbözött egymástól.
Kós Károly a mezőségi magyar viseletben a régi városi és kisnemesi elemek fennmaradását ismerte fel.
A mezőségi magyar viselet egyik fő jellemzője, hogy kerülte az élénk színeket. A bőrruhákat leszámítva, hímzést, díszítést alig alkalmaztak. 
Annál gazdagabb volt a hímzés a lakástextileken és a szőtteseken, ahol ennek ellenére legtöbbször csak egy színt használtak. A vászonhímzések falucsoportonként alcsoportokat képeznek, ezek között is külön egységet alkot Szék.

## Templomok

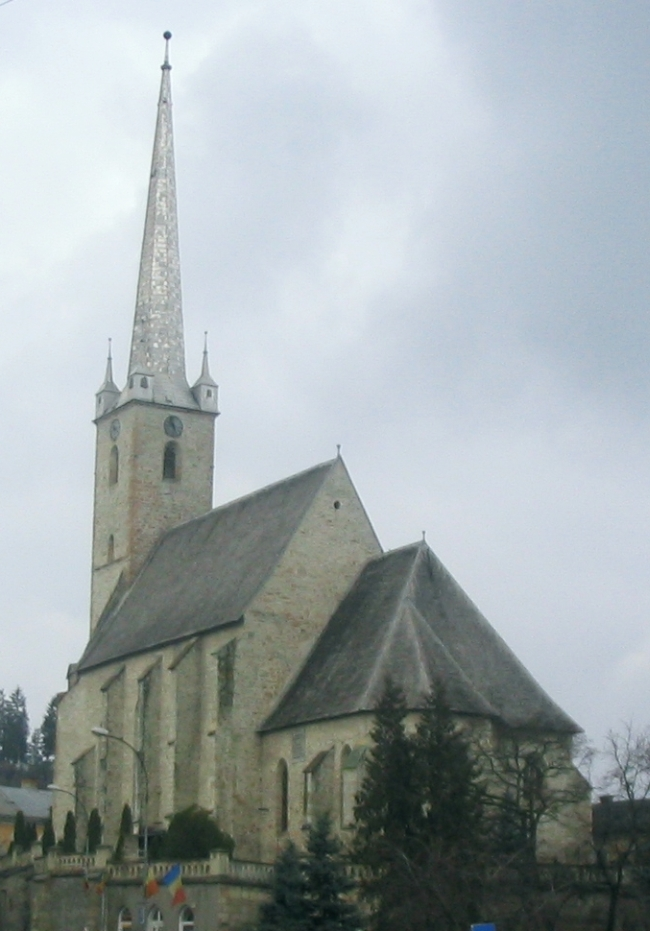
A dési református templom

A Mezőségen sok középkori (református, evangélikus ritkán unitárius) magyar és szász templom található.
Mezőség legjelentősebb műemléke Harina román stílusú evangélikus temploma.
Eredetileg román stílusú, ám azóta átalakított épületek Harcó, Magyarborzás, Nyíres, Szentmáté és Teke templomai.
Gótikus templom mintegy húsz településen található. Ilyenek többek között Apanagyfalu, Mezőfülpös, Magyarszovát, Mezőpanit, Pókakeresztúr, Szék, Tancs, Vajola, Vice és Galacfalva (egykori evangélikus temploma már ortodox) templomai.

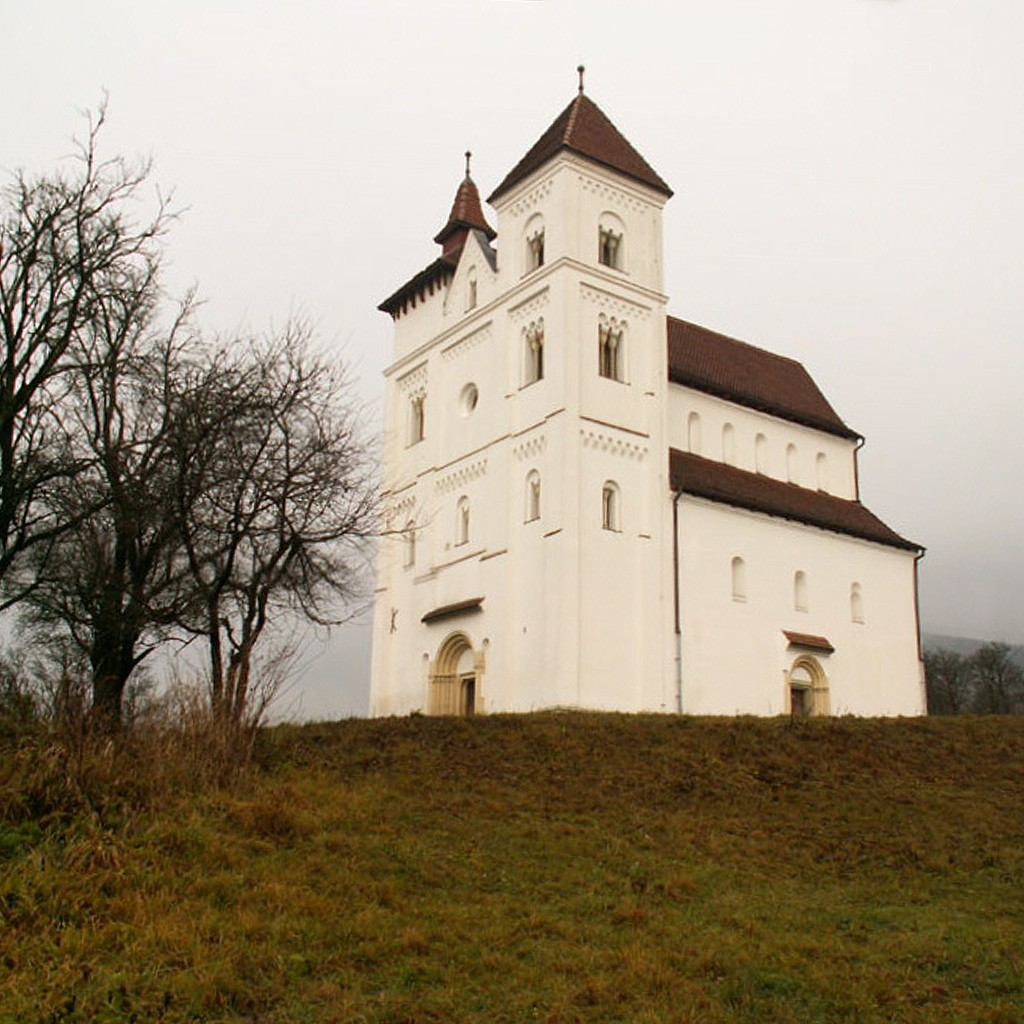
Harina temploma

Gótikus stílusban épültek a szász erődtemplomok, melyek kisebb összeütközések esetén védelmet nyújtottak a falvak lakóinak. Fallal vették körül és kapuját erős torony védte. Fennmaradt erődtemplomok például Aranyosmóric, Árokalja, Dipse, Királynémeti, Szászlekence, Szászszentgyörgy és Vermes templomai.
A reneszánsz stílus kevés emléke közül való a komlódi református templom 1598-ban készült sírköve, valamint a széki és bálványosváraljai református templom népies reneszánsz szószékei, melyeket a híres kőfaragó Kidei Sipos Dávid követője készített.
A sok mezőségi falu barokk templomainak nincs építészeti jelentőségük, hasonlóan a 19. századi és 20. századi egyházi épületekhez. Figyelemre méltó azonban Szamosújvár barokk stílusú örmény-katolikus székesegyháza.

## Várak
A Mezőségen ma már csak várromokat találunk, ezek között megemlíthetjük Sajómagyarós és Sajósárvár földvárainak maradványait. Szeretfalva földvárát a magyarok előtt már a trákok, dákok és a rómaiak is használták. A mára már romos Bálványos vára szerepét egykor Szamosújvár vette át.

## Kastélyok

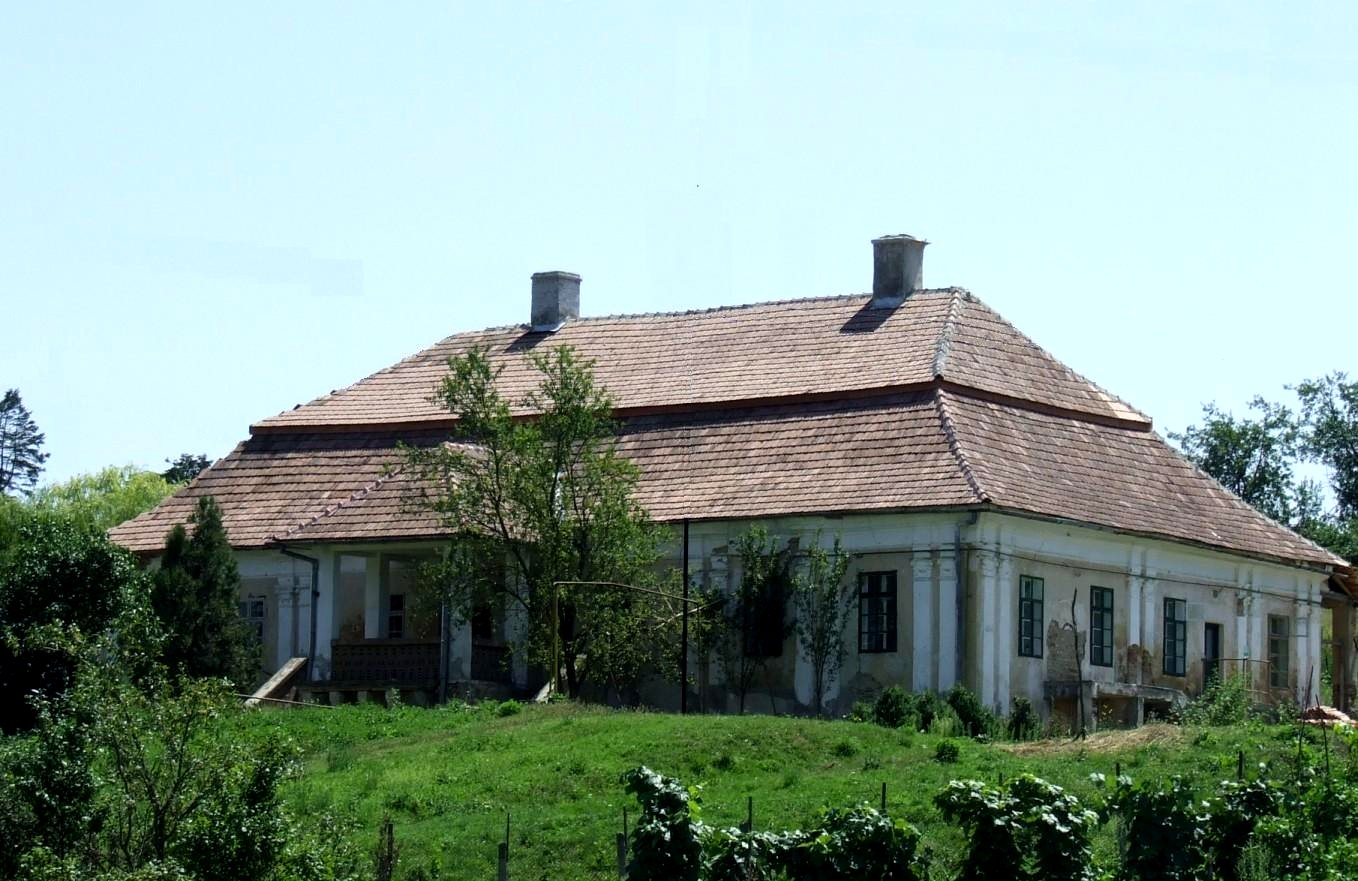
Cegei Wass-kúria

Az egykori reneszánsz kastélyokat szinte teljesen átépítették, így a mezőségi kastélyok többsége barokk stílusjegyeket visel.
Ilyen a beresztelki Bánffy-udvarház, mezőörményesi Rákóczi-Bánffy-kastély, mezősámsondi Rhédey-kastély, paszmosi Teleki-kastély.
A klasszicista stílus egyetlen emléke a mezőpaniti Bethlen-kastély.
Szentbenedeken 1593-ban Keresztúri Kristóf építtetett reneszánsz várkastélyt, melyet a göncz-ruszkai gróf Kornis család birtokolt 1600-1945 között.
Vajdaszentiványi Zichy-kastélya a 18. században klasszicizáló barokk stílusban épült.
A cegei Wass-kúriát 1769-ben építették.
A 18-19. században épült pusztakamarási Kemény-udvarházban halt meg báró Kemény Zsigmond 19. századi regényíró.
Eklektikus stílusú az 1909-11 között épült mezőzáhi Ugron-kastély.
Bonchidán 15. századi eredetű, Válaszúton 19. századi Bánffy-kastély látható.

## Települések
A terület mintegy 300 magyar, román és szász települést foglal magába.
Néhány mezőségi település: Bálványosváralja, Bethlen, Bonchida, Dés, Magyarpalatka, Mezőfele, Mezősámsond, Mezőzáh, Nagysármás, Ördöngösfüzes, Szék, Szentbenedek, Vajdaszentivány, Válaszút, Szépkenyerűszentmárton, Mezőpanit, Teke, Magyarszovát, Marossárpatak, Galacfalva, Sajómagyarós, Beresztelke, Cege.

## Kulturális események
- Válaszúton a Kallós Zoltán Alapítvány házában látható egész Erdély egyik legszebb népművészeti gyűjteménye, nyaranta népzene- és néptánctábor helyszíne
- Vajdaszentivány minden évben tánc-és zenei tábor színhelye
- Szamosújvár 2008. november 14-16 között a XII. Mezőségi Népzene és Néptáncfesztivál színhelye

## Híres emberek

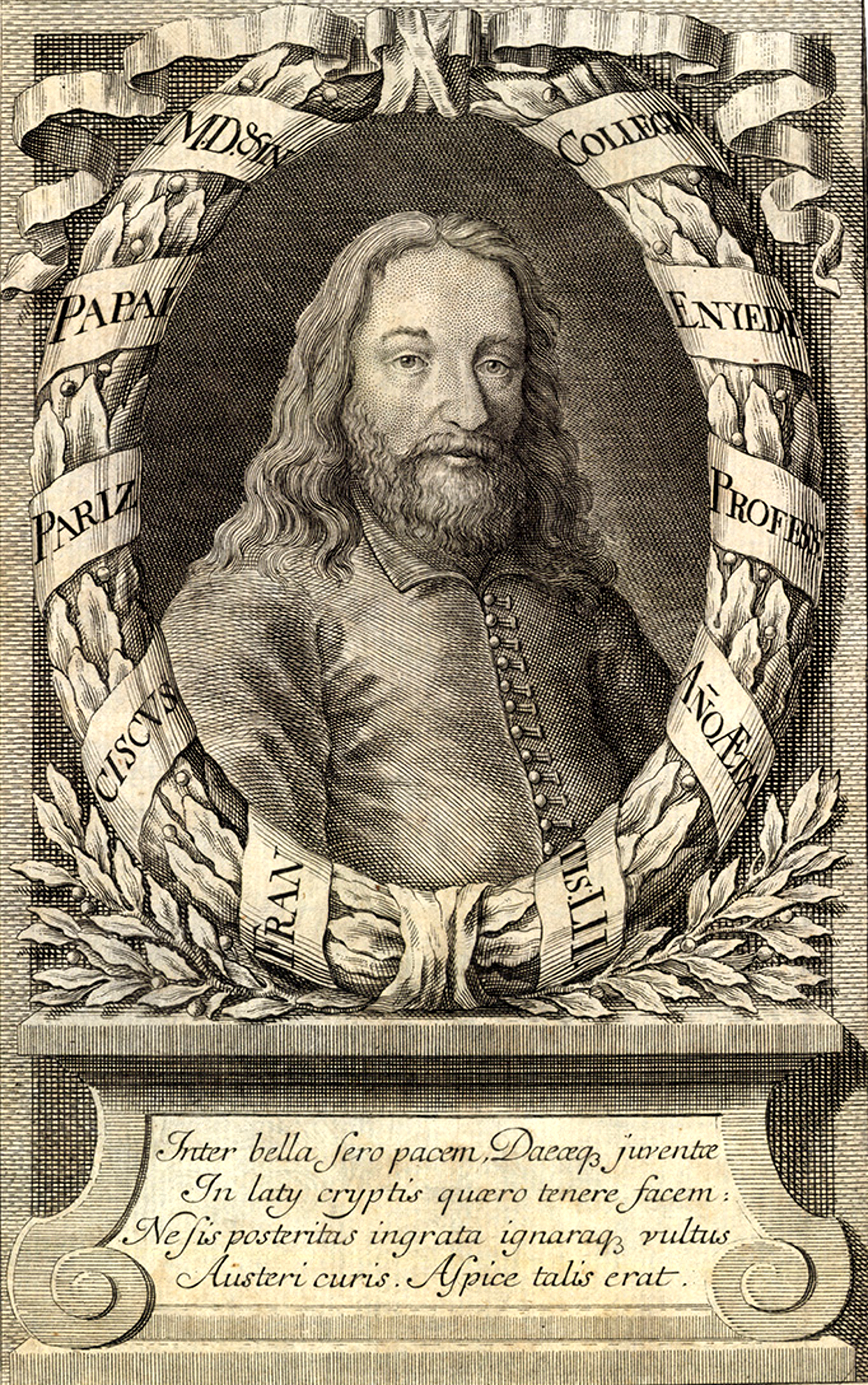
Pápai Pariz Ferenc

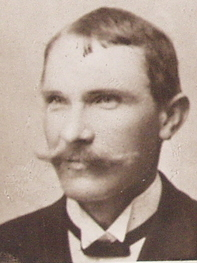
dr Gerecze Péter

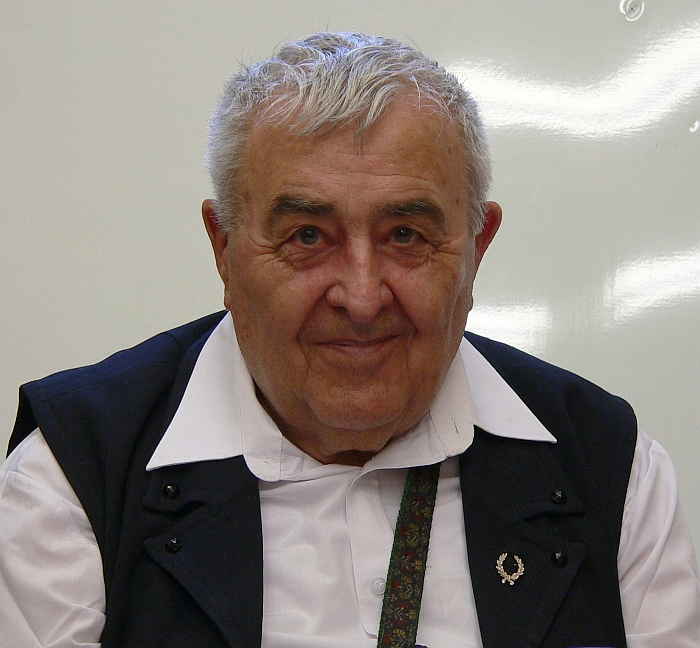
Kallós Zoltán

- Désen született 1649-ben Pápai Páriz Ferenc tudós, orvos.
- Széken született Redmeczi T. János református pap, akinek Bethlen Gáborról írt könyvét 1662-ben Kassán adták ki.
- Széken született Aranka György 1737. szeptember 15-én; tudományszervező, író, költő.
- Mezősámsondon született 1754-ben Gheorghe Șincai történész, nyelvész, a románok történetírója, szobra a római katolikus templom előtt áll.
- Szamosújváron született 1780. június 2-án Gorove László helytörténész, író.
- Bethlenben született Lukácsy Kristóf (1804. március 30. - Szamosújvár, 1876. október 24.) katolikus pap, egyházi és történetiró, armenológus.
- Désen született 1820-ban Czakó Zsigmond színész, drámaíró.
- Bálványosváralján született 1821-ben Bartalus István zenetanár, zenetörténész, népdalgyűjtő.
- Désen született Gerecze Péter (1856. május 23. – Pestújhely, 1914. november 2.) régész, művészettörténész.
- Szamosújváron, a várbörtönben raboskodott 1873-tól haláláig Rózsa Sándor, sírja a rabtemetőben van.
- Szamosújváron született 1875. augusztus 21-én Bányai Elemér író.
- Széken született 1878. november 12-én Köpeczi Sebestyén József művészettörténész, heraldikus, festőművész.
- Désen született 1895-ben Nyírő Gyula kiváló elmegyógyász.
- Széken született és élt Filep Istvánné Győri Klára mesemondó (1899-1975).
- Nagysármáson született 1901-ben Liviu Rusu esztéta.
- Nagysármáson született 1904-ben Csőgör Lajos, a Magyar Népi Szövetség egyik vezetője, a Bolyai Tudományegyetem rektora.
- Válaszúton született szentegyedi és cegei gróf Wass Albert (1908. január 8. – Astor, Florida, 1998. február 17.) erdélyi magyar író és költő.
- Désen született 1913-ban Jagamas János néprajzkutató.
- Szamosújváron született Matyasovich Henrik jezsuita szerzetespap 1923. április 28-án.
- Pusztakamaráson született Sütő András (1927. június 17. – Budapest, 2006. szeptember 30.) Kossuth-díjas erdélyi magyar író.
- Válaszúton született Kallós Zoltán (1926-2018) Kossuth-díjas néprajzkutató, népzenegyűjtő.
- Szamosújváron született 1932. február 18-án Pongrátz Gergely, a Corvin közi felkelők parancsnoka. (Édesapja 1940-ben a város polgármestere volt.)
- Nagysármáson született 1947-ben Ion Mircea költő.
- A bethleni gróf Bethlen családból számos nagy államférfi született.
- Bonchida várkastélyát a 15. század végén a Bánffyak építették, akik számos államférfit adtak a hazának.

## Képek

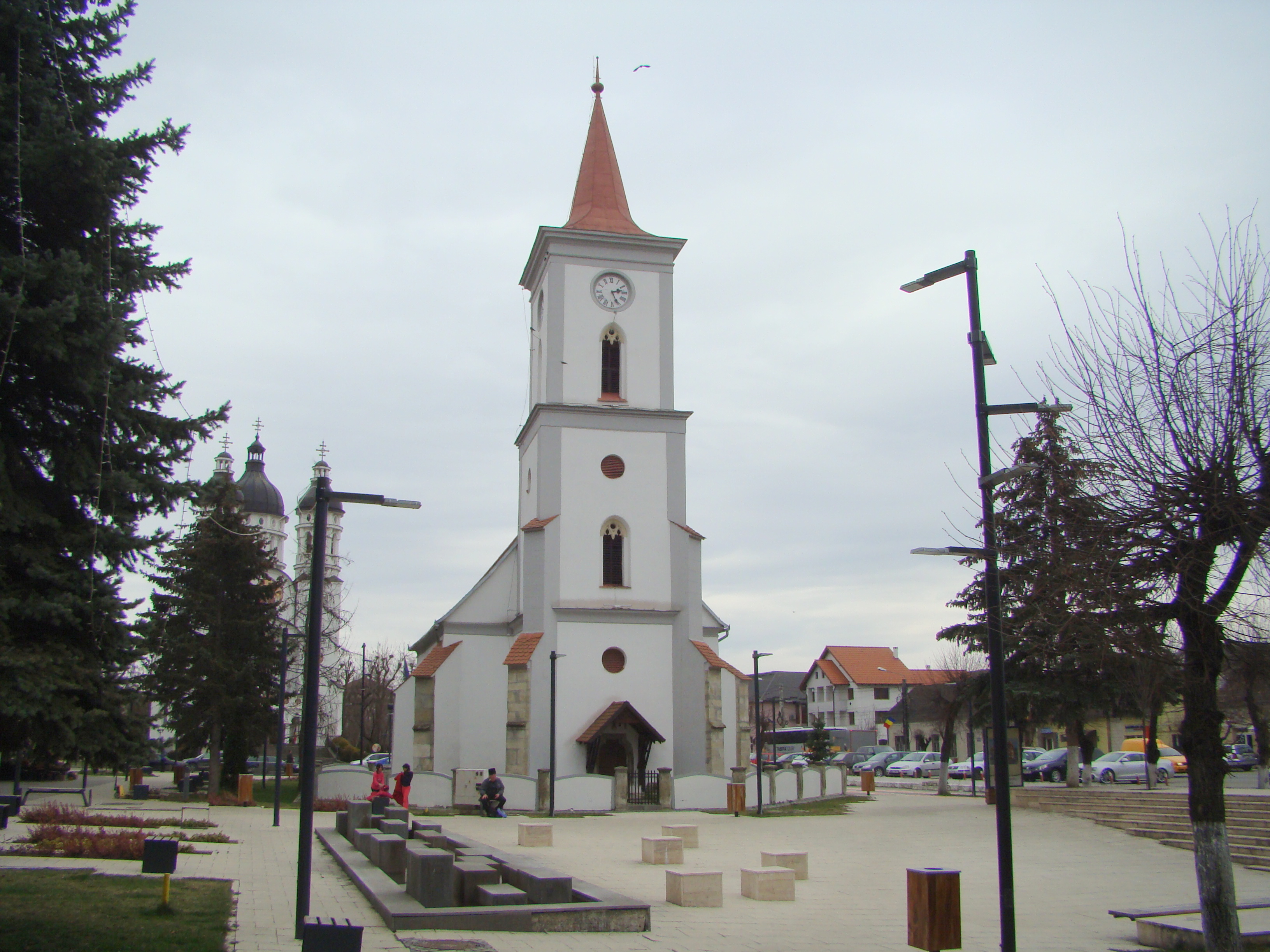
Bethleni református templom
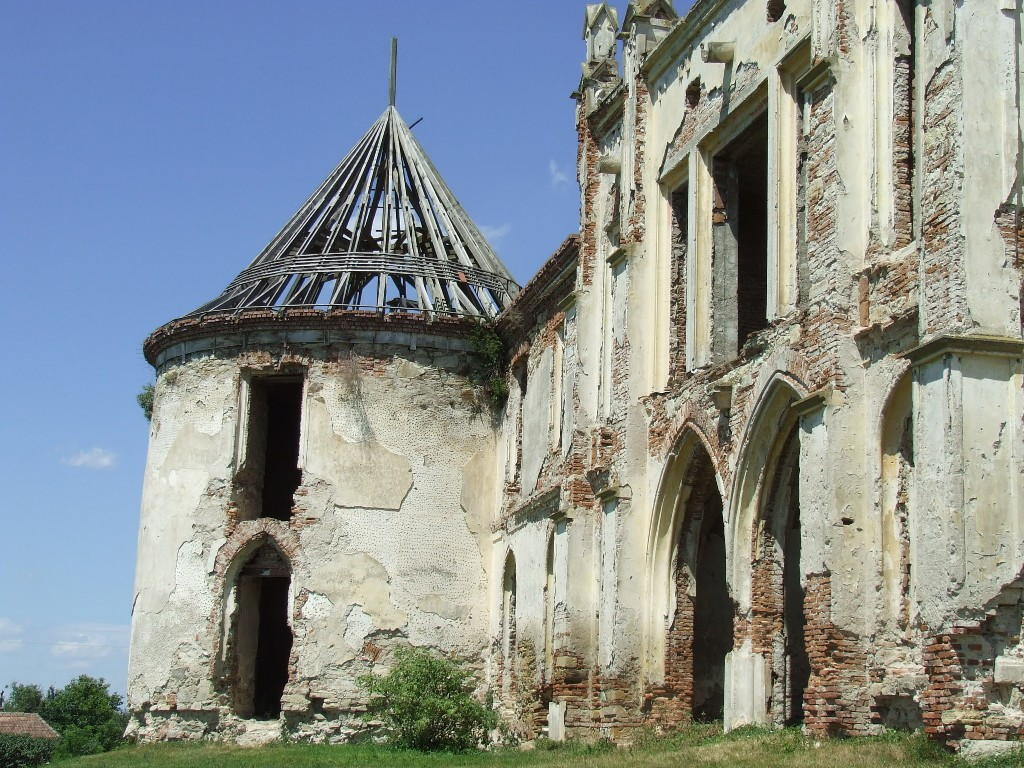
Bonchidai Bánffy-kastély
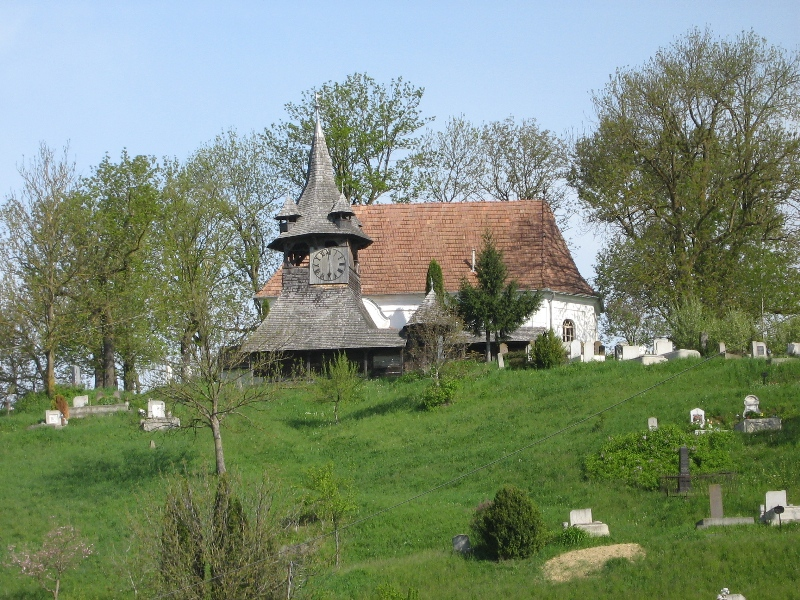
Mezőcsávási református templom és harangláb
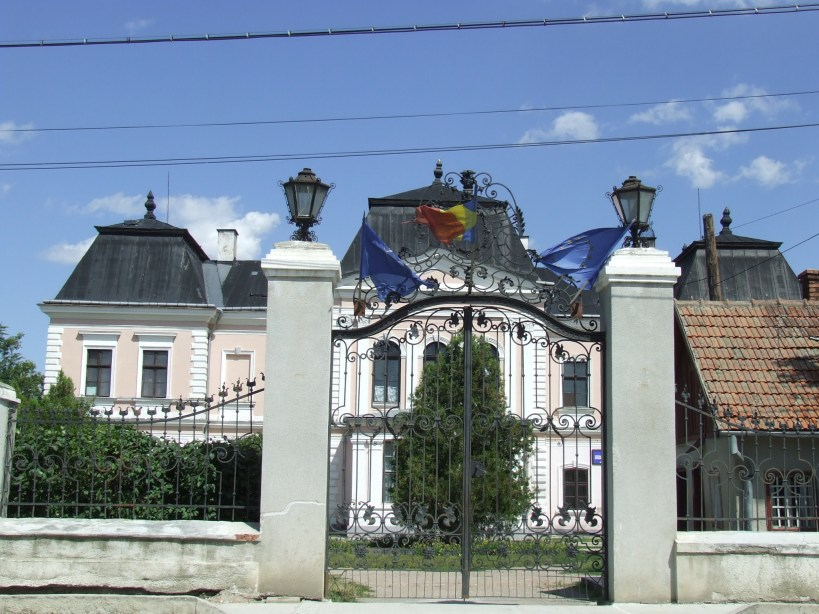
Válaszúti Bánffy-kastély
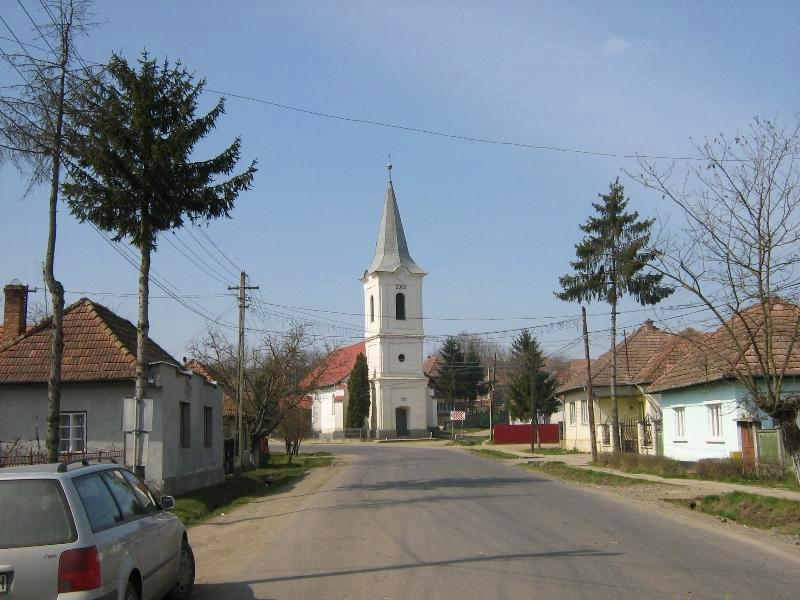
Mezőfelei református templom
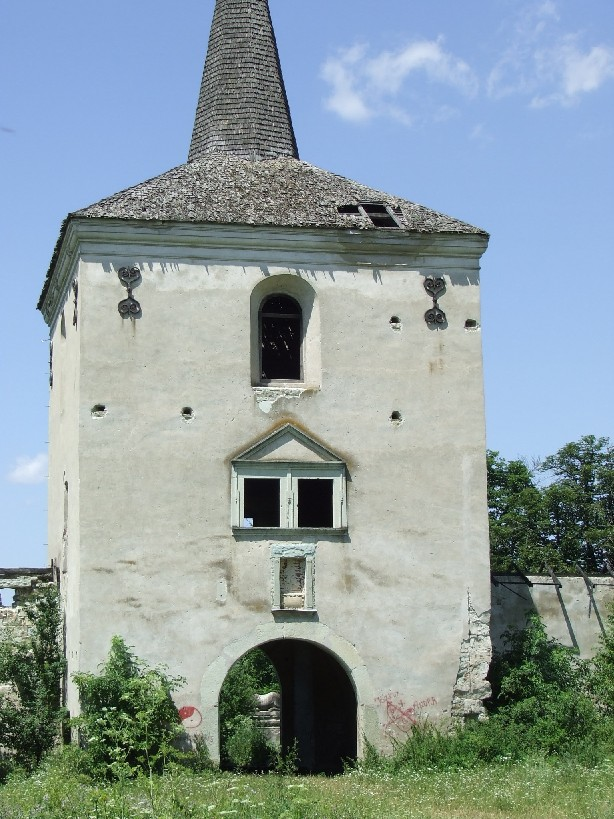
Szentbenedeki Kornis-kastély
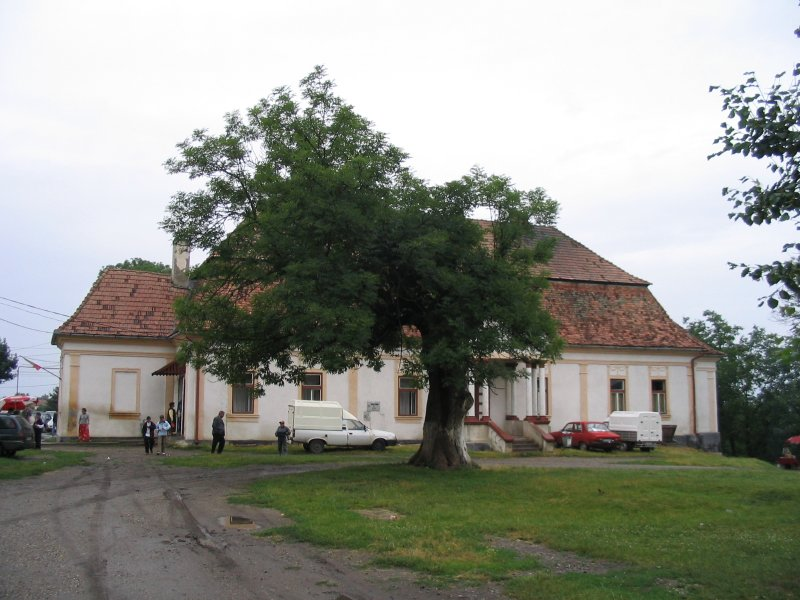
Vajdaszentiványi Zichy-kastély
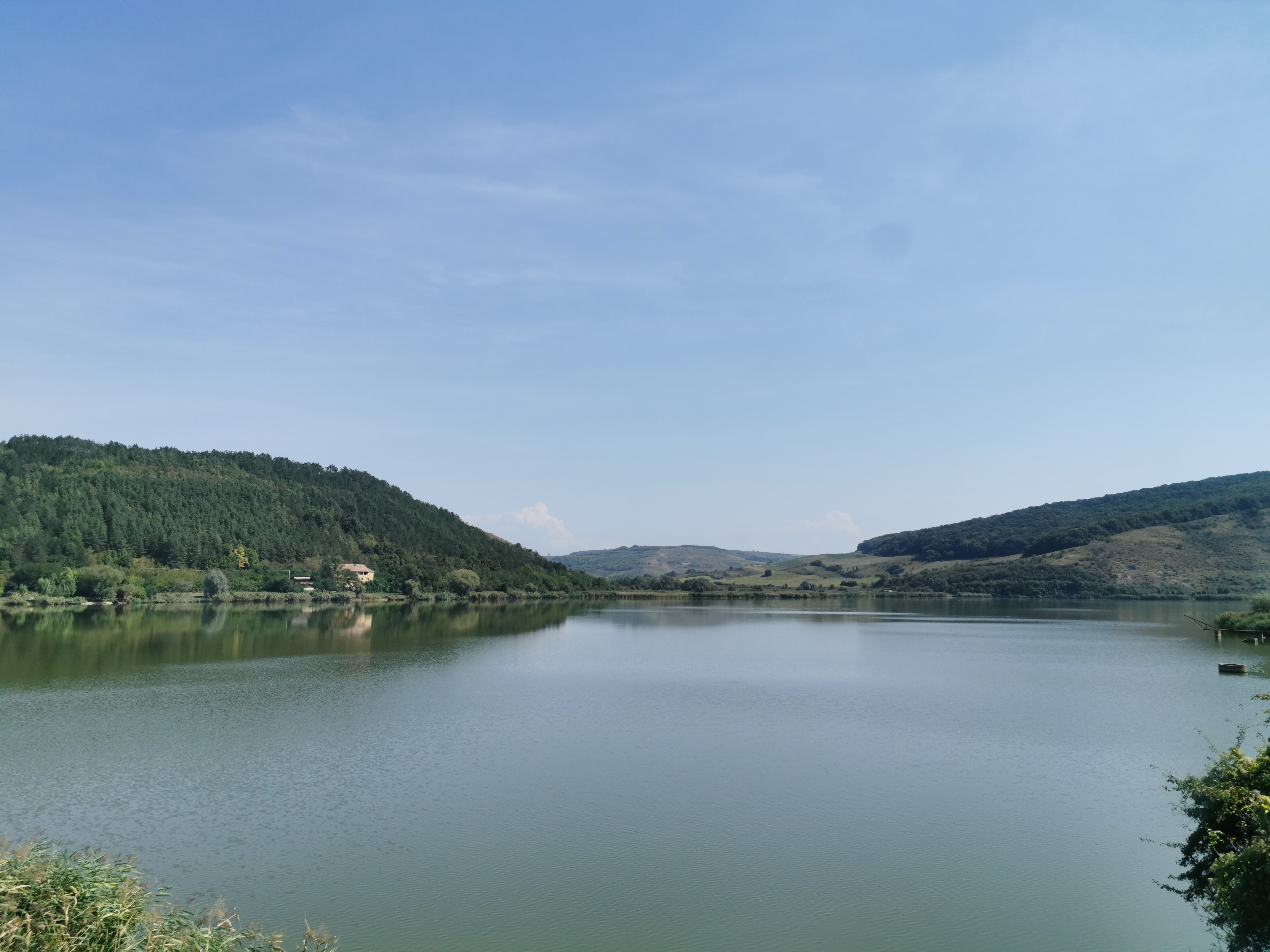
Cegei Nagy-tó